# All the Plans
Albums de Starsailor
On the Outside
(2005)
All the Plans est le quatrième album studio du groupe de rock anglais Starsailor, annoncé le 16 octobre 2008 et publié le 9 mars 2009.

## Liste des titres
| No  | Titre                     | Durée |
| --- | ------------------------- | ----- |
| 1.  | Tell Me It's Not Over     | 3:23  |
| 2.  | Boy In Waiting            | 2:32  |
| 3.  | The Thames                | 3:14  |
| 4.  | All The Plans             | 4:11  |
| 5.  | Neon Sky                  | 5:19  |
| 6.  | You Never Get What You... | 4:17  |
| 7.  | Hurts Too Much            | 3:41  |
| 8.  | Stars & Stripes           | 4:34  |
| 9.  | Change My Mind            | 4:28  |
| 10. | Listen Up                 | 4:20  |
| 11. | Safe At Home              | 2:57  |